# Sintonizar el ruido
Sintonizar el ruido es el nombre del primer álbum y primer LP editado por la banda chilena Guiso. Se compone de 12 temas y fue producido, grabado y editado por la misma banda, a través de su sello Algo Records.
El LP fue grabado durante 2002, y fue la primera producción realizada por la banda.

## Canciones
1. Intro
2. Sintonizar el Ruido
3. La Muerte Y el Dinero
4. No Veo el Sol
5. Lento Voy
6. Debe Ser Mentira
7. Manada
8. Casa
9. Bar
10. Let's Go
11. Rock N Roll Uno
12. Calle